# Nizalowski Czeslaw Wladimir
Nizalowski Czeslaw Wladimir (lengyelül: Czesław Wladimir Niżałowski, más írásmóddal: Nizsalovszky, illetve Nizsalowszky) [Lemberg (ma: Lviv), 1885. július 20. – Budapest, 1949. augusztus 12.] osztrák állampolgárságú, lengyel származású vállalkozó, a magyar aviatika úttörője.

## Élete
A függetlenségét vesztett Lengyelországban, Galíciában született az Osztrák–Magyar Monarchia idején. Apja, Zygmunt Niżałowski lembergi katonatiszt, anyja Amalia Paskowska volt. Apját orosz ellenes harcokban megölték, anyja a fiaival Bécsbe menekült rokonokhoz. Itt szerzett elektrotechnikusi és aviatikai szaktudást és ismerkedett meg Szapáry Pál gróffal, akinek felesége lengyel volt. Szapáry Magyarországra hívta és biztatta, hogy repülőgép-építéssel foglalkozzon. A munkához szükséges anyagi feltételeket is biztosította azzal a kikötéssel, hogy ellenszolgáltatásként a keletkező szabadalmak tulajdonosa lesz. Közben anyja és testvére az Egyesült Államokba emigrált.
1910-ben, a Rákosmezőn megrendezett „nagy aviatikai meeting” idején a 21-es hangárt bérelte. Ekkoriban építette azt a repülőgépét, amelyet dupla szárnyúra (biplán) tervezett nyolc cilinderes, száz lóerős Antoinette-motorral. A nagyobb szárnyak fesztávolsága 17 m volt és sajátságos stabilizáló felületekkel látta el őket. A repülőgéphez egy három méteres, fából készült, valamint két kisebb, alumíniumból öntött, kanál alakú légcsavart (helice) tervezett.
A meeting után nem sokkal a rendező Wellisch cég felszámolta a hangárokat. Ekkor Kőbányán, a Kada utcában létesített műhelyt Szapáry támogatásával. 1913-ban Szapáry pénzügyi botrányba keveredett, büntetőfeljelentést tettek ellene 3 millió pengős tartozása miatt. Ez valószínűleg megakasztotta a munkáját. Az első világháború után a terveit, motorjait, alkatrészeit és gyártógépeit a győztes hatalmak számára elkobozták és elszállították.
A világháborúk közötti években Vámos Kálmán nevű üzlettársával képkeretgyárat alapított, mely a budapesti Visi Imre utca 6. szám alatt működött, üzletük a Harminckettesek terén volt. A faragott képkeretek gyártásához szükséges gépeket maga tervezte. Az aranyozó szakmát is kitanulta, egyik munkája családi adományként az 1931-ben épített kőbányai evangélikus templom oltárképét díszíti.
1911-ben római katolikus hitről evangélikusra tért át, hogy házasságot köthessen a győri Pátka Máriával. Négy gyermekük született. Egyik fia, Nizalowski Ernő katonai repülős kiképzést kapott Lengyelországban és 1939 szeptemberétől a lengyel hadsereg tagjaként részt vett a második világháború harcaiban, majd az ország bukása után visszatérve Magyarországra a lengyel menekültek segítésében működött közre. Árvaságra jutott, osztrák rokonoktól magához fogadott nevelt fia, Walter Hans a Kárpátokban esett el 18 évesen a Wermacht katonájaként.
Lembergi rokona volt Franciszek Niżałowski osztrák, illetve lengyel hadbíró tábornok.
Egy nappal súlyosan beteg fia, Lajos Illés előtt hunyt el. Az Új köztemetőben nyugszik.